# Franz Bingler

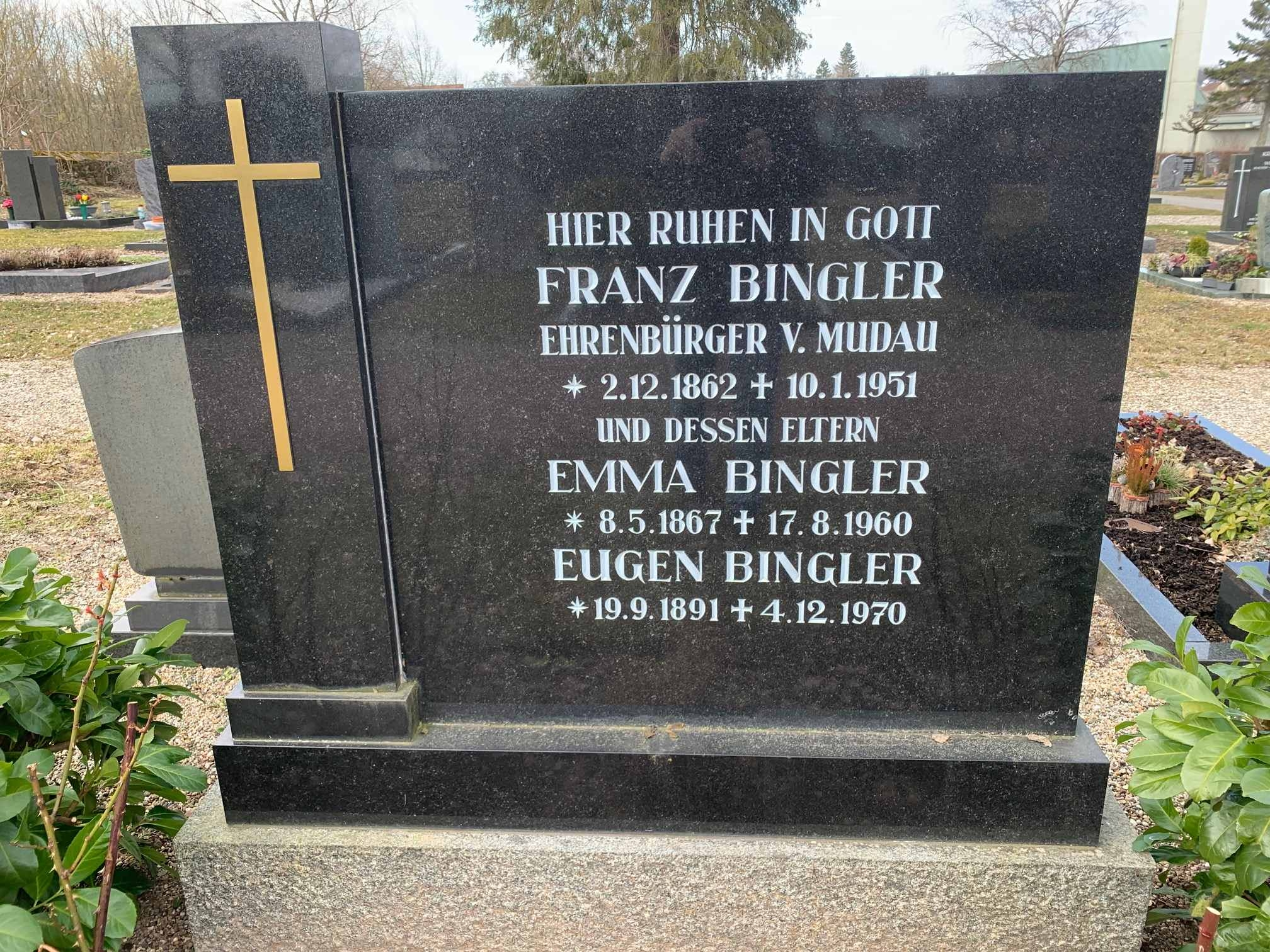
Grabstätte von Franz Bingler auf dem Friedhof von Mudau

Franz Bingler (* 2. Dezember 1862 in Mudau; † 10. Januar 1951 in Mudau) war ein deutscher Erfinder in der Chirurgie- und Orthopädiemechanik.

## Leben
Franz Bingler wurde als zweiter Sohn des weit über die Grenzen des badischen Odenwalds hinaus bekannten Messerschmiedemeisters Franz Bingler und dessen Frau Karolina geb. Schnetz in Mudau geboren. Nach der Volksschule hegte er den Wunsch Arzt zu werden, begann jedoch auf Geheiß der Eltern eine einjährige Ausbildung im väterlichen Betrieb und besuchte im Anschluss ein Jahr lang die Elfenbeingravierschule in Erbach, wo er sich in der Feinmechanik-Werkzeugmacherei fortbildete. Beides stellte ihn jedoch nicht zufrieden. Auf Vermittlung eines Onkels begann er bei Fritz Berg in Koblenz eine weitere Ausbildung, diesmal in der chirurgischen Instrumentenmacherei. Nach einem Jahr wechselte er zur Firma Baumgärtel nach Halle an der Saale, hier kam er mit der Orthopädie-Mechanik in Berührung. Als Hospitant besuchte er an der Universität Halle vier Semester lang die Lehrgänge bei Professor Richard von Volkmann in der Chirurgie-Mechanik. Nach erfolgreichem Abschluss fand Bingler seine erste Anstellung bei der Firma Wilh. Holzhauer in Marburg an der Lahn. Hier entstand auch sein erstes Deutsches Reichspatent auf Kunstgliederbau. Eine akute Halskrankheit veranlasste nach zwei Jahren seinen Wegzug aus Marbach nach Eberbach, wo er in einem eigens erworbenen Wohnhaus eine Werkstätte errichtete. Im Jahr 1887 nahm er ein Angebot der Pfälzer Ärzteschaft an und zog er nach Ludwigshafen am Rhein um. Er arbeitete als Orthopädiemechaniker mit Professor Vincenz Czerny an der Universität Heidelberg und gründete ein Fachgeschäft in Ludwigshafen am Rhein und 1894 eine Filiale in Heidelberg, wo seine Erfindungen in Zusammenarbeit mit Professor Oscar Vulpius in der Orthopädiemechanik berühmt wurden. Bei Vulpius wurde er ab 1894 im Nebenberuf zunächst Leiter dessen privater Anstaltswerkstätte und ab 1896 bis 1923 Leiter in dessen privaten orthopädischen Klinik. Zahlreiche Patente folgten – unter anderem die sogenannte Heidelberger Verbandsschiene (1904) – und fürstliche Persönlichkeiten ließen sich von ihm behandeln. Im Ersten Weltkrieg kamen seine Patente den zahlreichen Kriegsversehrten sehr zu Nutzen. 1941 erfolgte die Geschäftsübergabe an seine beiden Söhne. Sein 1890 erworbenes Wohnhaus in der Oggersheimer Straße und die Fabrik in Ludwigshafen am Rhein wurde im Zweiten Weltkrieg vollkommen ausgebombt, weswegen er 1944 Zuflucht in seinem Heimatdorf in Mudau suchte und dort um 1947 seine (vornehmlich beruflichen) Memoiren Erinnerungen aus meinem Leben niederschrieb.
Bingler war ein leidenschaftlicher Jäger. Seit 1887 war er mit Emma, geborene Fritz aus Krumbach (Meßkirch) verheiratet und hatte zwei Söhne, Eugen und Theodor. Sein Neffe war der Generalstabsarzt Kurt Bingler.

## Ehrungen und Auszeichnungen
- Große Goldmedaille für Fortschritt auf dem Gebiet der Orthopädie und Verbandstechnik. Erfinderakademie, Paris, 1894
- Doppeltes Ehrendiplom. 70. Deutsche Naturforscher und Ärztetagung, Düsseldorf, 1898
- Ehrenmeister des Deutschen Orthopädie Handwerks, 1921
- Ehrenobermeister der Chriurgie-Medizin und Orthopädie-Mechanik, Fachverbandsgruppe Pfalz/Saar und Rheinhessen, 1942
- Ehrenbürgerschaft von Mudau, 1947
- Straßenbenennung: Franz-Bingler-Straße in Mudau

## Patente (Auszüge)
- Aseptischer Quetschhahn, 1893
- Binglers Hornhaut, neuer Baustoff für alle Zwecke der Orthopädie, 1894
- Streckvorrichtung für chirurgische Zwecke mit lösbaren im Verbande verbleibenden Stützringen. 1895[5]
- Eine den Unterleib stützende Binde, 1897
- Kniegelenk für künstliche Beine mit Hüftschenkelscharnier, 1908
- Aluminium-Gewebeverband, 1912
- Elastische Fingerspitzen an künstlicher Hand, 1915
- Beinstrumpfverband, 1920
- Ankle support with food-forming sole. 1928[6]
- Vertikale Dreimesserfräse, 1937
- Rostfreies Kunstellenbogengelenk, 1943